# Marcello Tegalliano
Marcello Tegalliano (latinsky Marcellus) byl podle tradice druhým benátským dóžetem v letech 717-726.
Byl pravděpodobně magister militum prvního dóžete Paoluccia Anafesta. Avšak dokonce Paolucciova existence je nejasná a Marcello je pravděpodobně pouze mylná záměna za Marcella, magistra militia Pavla, ravennského exarchy.